# Laurent Tirard

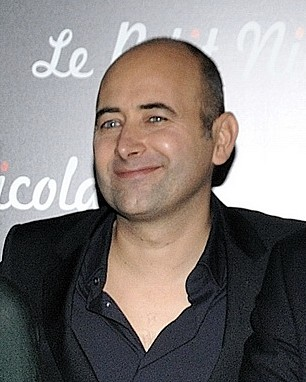
Laurent Tirard (2009)

Laurent Jean-Francois Tirard (* 18. Februar 1967 in Roubaix, Département Nord; † 5. September 2024 in Paris) war ein französischer Drehbuchautor und Filmregisseur.

## Biografie
Tirard studierte von 1985 bis 1989 an der Filmhochschule der New York University. Anschließend arbeitete er als Script Reader für die Warner Bros., bevor er sechs Jahre lang als Journalist für das französische Filmemagazin Studio schrieb. In dieser Zeit verfasste er mehrere Drehbücher, die alle abgelehnt wurden. Mit seinem ersten verkauften Drehbuch realisierte er schließlich zwei Kurzfilme, die wiederum zu seinem ersten Langspielfilmdebüt als Regisseur führten. Die Komödie Mensonges et trahisons et plus si affinités … erschien 2004 in den französischen Kinos und wurde von über 740.000 Zuschauern gesehen.
Größere Bekanntheit erlangte Tirard, als der Historienfilm Molière 2007 in die Kinos kam. Der fiktionale Film über den französischen Dramatiker Molière wurde in den französischen Kinos von 1,4 Mio. Besuchern gesehen. Tirard und sein Koautor Grégoire Vigneron waren 2008 bei der Verleihung des französischen Filmpreises für den César für das beste Originaldrehbuch nominiert.
Sein größter Erfolg war allerdings Der kleine Nick, eine Verfilmung des gleichnamigen französischen Kinderbuchs. Über 5,5 Mio. Zuschauer sahen den Film 2009 in den französischen Kinos. In den deutschen Kinos lief er ab dem 26. August 2010 und wurde von 366.251 Zuschauern gesehen. Außerdem erhielt Tirard 2010 seine zweite César-Nominierung, erneut gemeinsam mit Vigneron, dieses Mal in der Kategorie Bestes adaptiertes Drehbuch.
Am 5. September 2024 starb Laurent Tirard in Paris im Alter von 57 Jahren an den Folgen einer Krebserkrankung, die 2012 diagnostiziert worden war. Nach einer Knochenmarktransplantation litt er an einer Graft-versus-Host-Reaktion, durch die seine Haut, Lunge, Leber und Darm angegriffen wurden.

## Filmografie (Auswahl)
- 2004: Hochzeiten und andere Katastrophen (Le plus beau jour de ma vie, Drehbuch)
- 2004: Lügen & lügen lassen (Mensonges et trahisons et plus si affinités …)
- 2007: Molière
- 2009: Der kleine Nick (Le petit Nicolas)
- 2010: Spurlos (Sans laisser de traces, Drehbuch)
- 2012: Asterix & Obelix – Im Auftrag Ihrer Majestät (Astérix et Obélix: Au service de sa Majesté)
- 2014: Der kleine Nick macht Ferien (Les vacances du petit Nicolas)
- 2016: Mein ziemlich kleiner Freund (Un homme à la hauteur)
- 2017: Call My Agent! (Dix pour cent, Fernsehserie, zwei Folgen)
- 2018: Die Rückkehr des Helden (Le retour du héros)
- 2020: Meine Schwester, ihre Hochzeit & ich (Le discours)
- 2022: Das Nonnenrennen (Juste ciel!)

## Auszeichnungen
- 2007: Publikumspreis und Nominierung Goldener Georg, Internationales Filmfestival Moskau, für Molière
- 2008: César-Nominierung, Bestes Originaldrehbuch, für Molière
- 2010: César-Nominierung, Bestes adaptiertes Drehbuch, für Der kleine Nick
- 2010: Nominierung Europäischer Filmpreis, Publikumspreis – Bester Film, für Der kleine Nick